# Hakon Stangerup
Carl Hakon Stangerup (n. 10 noiembrie 1908, Copenhaga, Danemarca – d. 22 iulie 1976, Copenhaga, Danemarca) a fost un profesor, critic și istoric literar danez.

## Biografie
Stangerup a urmat studii la Vestre Borgerdydskole din 1927, a câștigat medalia de aur a Universității din Copenhaga în 1931 și a obținut licența în 1932. El a devenit doctor în filologie în 1936 cu teza Romanen i Danmark i det attende Aarhundrede („Romanul danez în secolul al XVIII-lea”), care este un studiu comprehensiv al istoriei romanului danez, văzut în contextul dezvoltării romanului universal, în principal al romanului englez. El urmărește dezvoltarea ficțiunii baroce și a romanului de aventuri de la începutul anilor 1700 până la narațiunea psihologică burgheză, care s-a dezvoltat (încet) după modelul englez, sub inspirația scrierilor lui Samuel Richardson și Henry Fielding.
După absolvirea facultății a lucrat pe post de critic literar la Berlingske Tidende (din 1934), la Dagens Nyheder (1935-1943 și 1952-1961) și la B.T. (1962-1972).
La începutul anilor 1940 Hakon Stangerup s-a arătat interesat de marea cultură germană, scriind, printre altele, în Nordisk Revue că „vor fi oportunități mari pentru Danemarca în noua Europă, nu atât pentru politica de partid daneză sau pentru politica comercială daneză, cât pentru politica culturală daneză”.
În acel articol el a minimalizat teama că Danemarca va fi înghițită în noua Europă și a susținut că țara sa trebuie se adapteze politicii promovate de noii conducători europeni. Această afirmație a făcut ca Hakon Stangerup să fie considerat un simpatizant nazist.
În 1946 a fost publicată lucrarea în două volume Kulturkampen, care prezintă lupta fraților Georg Brandes și Edvard Brandes pentru dezvoltarea modernă a literaturii scandinave, văzută cu ochii criticului. Astfel, se acordă o atenție deosebită afirmațiilor uneori contradictorii ale lui Georg Brandes și atitudinii adesea condescendente față de scriitorii realiști. În special, Vilhelm Topsøe, redactorul și editorul cotidianului Dagbladet, este evidențiat drept un geniu neînțeles care a realizat, de fapt, o ruptură literară modernă proprie. Lucrarea conține o prezentare detaliată a dezbateriloir purtate în paginile ziarului în perioada 1872-1883 și a reușit să strălucească nu numai prin selecția textelor citate, ci și prin propriile comentarii ale lui Stangerup.
Hakon Stangerup a lăsat în urma sa o operă vastă, care a inclus istorie literară, culturală și a presei, printre care lucrarea Avisens Historie despre istoria presei internaționale. El a fost, de asemenea, un excelent cunoscător al literaturii suedeze și a coordonat volumul Det moderne Sverige (1941).
El a fost lector de istorie culturală la Copenhagen Business School din 1951, comferențiar din 1957 și profesor titular din 1961 și a fost vicepreședinte al Radiorådet. A ffost distins cu titlul de Comandant al Ordinului Dannebrog.
Stangerup a fost căsătorit cu actrița Betty Söderberg (1910-1993) și a devenit tatăl scriitorilor Henrik Stangerup (1937-1998) și Helle Stangerup (n. 1939). El a fost ginerele scriitorului Hjalmar Söderberg (1869-1941) și al soției acestuia, Emilie Söderberg n. Voss (1876-1957).
Hakon Stangerup este înmormântat în cavoul familiei din Cimitirul Vestre din Copenhaga.

## Scrieri
- Den unge Litteratur, 1928
- Litteraturen rundt, 1935
- Romanen i Danmark, 1936
- Verdenslitteraturen, 1939
- Schack Staffeldt, 1940
- Portræatter og Protester, 1940
- Levende dansk Litteratur, 1940
- Det moderne Sverige (red.), 1941
- Levende nordisk Litteratur, 1942
- Danmarks moderne Litteratur, 1943
- Kulturkampen I-II, 1946
- Aviser og Bøger, 1949
- Pressefrihed og Arbejdsfrihed, 1951
- Amerika og Kulturen, 1954
- Sagaø og Fremtidsland, 1955
- Avisens Grundproblemer, 1958
- Dagens Gerning, 1958
- Trois auteurs danois, 1959
- To Aar de Gaulle, 1960
- Det genfødte Østrig, 1961
- Aldous Huxley, 1961
- Avisens Historie 1-3, 1973-74